# Edward Dmytryk
Edward Dmytryk, né le 4 septembre 1908 à Grand Forks en Colombie-Britannique (Canada) et mort le 1er juillet 1999 à Encino (Californie), est un réalisateur canadien naturalisé américain.

## Biographie
Edward Dmytryk naît au Canada, de parents ukrainiens, Frances Berezowski et Michael Dmytryk qui travailla dans divers domaines (chauffeur de camion, ouvrier de fonderie...). Il est embauché en 1923 par la Paramount Pictures comme coursier, puis il devient chef monteur. Il réalise son premier film, The Hawk, en 1935.
Sympathisant de la gauche américaine, il réalise en 1943 Les Enfants d'Hitler, un thriller en forme de violent réquisitoire contre le fascisme. Il adhère au Parti communiste américain pendant un an, de 1944 à 1945. Ses convictions lui valent de figurer parmi les « Dix d'Hollywood » convoqués par la Commission des activités antiaméricaines de la Chambre des représentants (House Committee on Un-American Activities) et d'être condamné à six mois de prison et 500 dollars d'amende. Il s'exile en Grande-Bretagne en 1948. Il y réalise deux films, L'Obsédé (Obsession) et Donnez-nous aujourd'hui (Give Us This Day). Il revient finalement aux États-Unis en 1950, et purge sa peine à la prison fédérale de Mill Point.
Pour s'affranchir des soupçons qui pèsent sur lui, et cédant à la pression, il est amené à dénoncer, comme Elia Kazan, certains communistes et sympathisants de gauche dont l'un de ses amis scénaristes, Adrian Scott, avec lequel il a pourtant longuement collaboré pour la RKO Pictures (Feux croisés), ou encore les réalisateurs Jules Dassin ou John Berry. Cet événement provoque bien sûr un tollé dans le milieu audiovisuel et l'opinion publique. Il marque sans doute un tournant majeur dans l'œuvre tourmentée d'Edward Dmytryk ; ses personnages ambivalents, parfois limite (L'Homme à l'affût, Le Jongleur), entre cruauté et repentir, font sa marque de fabrique. Lui-même veut se racheter de ses erreurs en tournant en 1954 un western antiraciste, La Lance brisée.
Malgré certains grands succès (Ouragan sur le Caine, L'Homme aux colts d'or ou Le Bal des maudits), il n'obtient pas le pardon d'Hollywood. Une certaine critique le considère donc jusqu'à la fin de sa carrière - et peut-être injustement - comme un technicien certes talentueux, mais simple faire-valoir de brillants interprètes.
À la fin de sa vie, il enseigne à l'université du Texas à Austin et à l'université de Californie du Sud. Ce cinéaste talentueux, mais très controversé meurt en 1999 à Encino, près de Los Angeles, en Californie.

## Vie privée
Depuis 1948, il était marié à l'actrice américaine Jean Porter (1922-2018).

## Filmographie

### Comme réalisateur
- 1935 : The Hawk (moyen métrage)
- 1939 : Million Dollar Legs (avec Nick Grinde)
- 1939 : Le Gangster espion (Television Spy)
- 1940 : Police-secours (Emergency Squad)
- 1940 : Le Gant d'or (Golden Gloves)
- 1940 : Mystery Sea Raider
- 1940 : Her First Romance
- 1941 : The Devil Commands
- 1941 : Under Age
- 1941 : Sweetheart of the Campus
- 1941 : The Blonde from Singapore
- 1941 : Secrets of the Lone Wolf
- 1941 : Confessions of Boston Blackie
- 1942 : Counter-Espionage
- 1942 : Forçats contre espions (Seven Miles from Alcatraz)
- 1943 : Les Enfants d'Hitler (Hitler's Children)
- 1943 : Le Faucon pris au piège (The Falcon Strikes Back)
- 1943 : La Femme gorille (Captive Wild Woman)
- 1943 : Face au soleil levant (Behind the Rising Sun)
- 1943 : Tender Comrade
- 1944 : Adieu, ma belle (Murder, My Sweet)
- 1945 : Retour aux Philippines (Back to Bataan)
- 1945 : Pris au piège (Cornered)
- 1946 : Jusqu'à la fin des temps (Till the End of Time)
- 1947 : So Well Remembered
- 1947 : Feux croisés (Crossfire)
- 1949 : L'Obsédé (Obsession)
- 1949 : Donnez-nous aujourd'hui (Give Us This Day)
- 1952 : Mutinerie à bord (Mutiny)
- 1952 : L'Homme à l'affût (The Sniper)
- 1952 : Eight Iron Men
- 1953 : Le Jongleur (The Juggler)
- 1954 : Ouragan sur le Caine (The Caine Mutiny)
- 1954 : La Lance brisée (Broken Lance)
- 1955 : Vivre un grand amour (The End of the Affair)
- 1955 : Le Rendez-vous de Hong Kong (Soldier of Fortune)
- 1955 : La Main gauche du Seigneur (The Left Hand of God)
- 1956 : La Neige en deuil (The Mountain)
- 1957 : L'Arbre de vie (Raintree County)
- 1958 : Le Bal des maudits (The Young Lions)
- 1959 : L'Homme aux colts d'or (Warlock)
- 1959 : L'Ange Bleu (The Blue Angel)
- 1962 : La Rue chaude (Walk on the Wild Side)
- 1962 : Miracle à Cupertino (The Reluctant Saint)
- 1964 : Les Ambitieux (The CarpetBaggers)
- 1964 : Rivalités (Where Love Has Gone)
- 1965 : Mirage
- 1966 : Alvarez Kelly
- 1968 : La Bataille pour Anzio
- 1968 : Shalako
- 1972 : Barbe-Bleue (Bluebeard)
- 1975 : La Guerre des otages (The Human Factor)
- 1976 : He Is My Brother
- 1979 : Not Only Strangers

### Comme monteur
- 1936 : Enfants abandonnés (Too many parents) de Robert F. McGowan
- 1939 : Some Like It Hot, de George Archainbaud
- 1939 : Elle et lui (Love Affair),de Leo McCarey

### Dans son propre rôle
- 1950 : The Hollywood Ten de John Berry